# Erreur (pédagogie)
Pour les articles homonymes, voir Erreur.
 (novembre 2008).
Si vous disposez d'ouvrages ou d'articles de référence ou si vous connaissez des sites web de qualité traitant du thème abordé ici, merci de compléter l'article en donnant les références utiles à sa vérifiabilité et en les liant à la section « Notes et références ».
 (juillet 2010).
- Si vous ne connaissez pas le sujet, laissez ce bandeau (vous pouvez alors contacter les auteurs).
- Si vous supprimez le contenu mis en cause (vous pouvez préalablement contacter les auteurs),

argumentez précisément cette suppression dans la page de discussion
(un manque de référence n'est pas un argument ; une recherche réelle de référence doit avoir été effectuée, être formellement documentée).
En pédagogie, l'erreur désigne une réponse ou un comportement de l'apprenant (élève, stagiaire) qui ne correspond pas à la réponse, au comportement attendu.
Si, traditionnellement, le concept d'erreur est lié à l'idée de faute avec ses connotations négatives, les conceptions actuelles de pédagogie préconisent que les erreurs des élèves soient prises en compte par l'enseignant. En effet, l'erreur n'est plus la manifestation d'une non-connaissance qu'il convient d'ignorer ou de corriger immédiatement, mais d'une connaissance inadéquate sur laquelle la connaissance correcte va pouvoir être construite.
De plus, l'erreur semble être inévitable dans le processus normal de l'apprentissage.
D'une part on ne saurait envisager un enseignant délivrant un enseignement parfaitement adapté à tous ses apprenants. D'autre part les personnes n'ont pas les mêmes capacités d'apprentissage selon le domaine considéré et la manière d'apprendre. Enfin, l'erreur est souhaitable, car elle est formatrice :
- une erreur faite durant l'apprentissage sera plus rarement répétée en situation réelle ;
- la conscience que l'on peut se tromper donne une capacité de remise en cause et d'adaptation, elle fait prendre conscience de l'intérêt de se former.

A contrario, une répétition trop fréquente d'erreurs peut décourager l'apprenant.
Une erreur de l'apprenant peut parfois révéler une erreur de l'enseignant : en effet, celui-ci peut avoir transmis une information inexacte ou erronée, ou encore utiliser une pédagogie inadaptée.
L'erreur fait partie inhérente de l'apprentissage, il convient donc de l'analyser afin de mettre en place des situations pédagogiques adaptées.
Actuellement, en pédagogie, il est considéré que l'erreur peut être une source utile pour l'apprentissage. Selon Jean-Pierre
Astolfi, les erreurs peuvent devenir, plutôt que des "fautes condamnables", des "symptômes intéressants
d’obstacles auxquels la pensée des élèves est affrontée" (Astolfi, J-P. (1997). L’erreur, un outil pour enseigner, p.15. Issy-les-Moulineaux : ESF)

## Comprendre l'erreur

### Quelques repères concernant la notion d'erreur
En 1956, sur la question du savoir et de l'expérience, Célestin Freinet adopte le tatonnement expérimental : il affirmait : « C'est en parlant qu'[un enfant] apprend à parler ; c'est en dessinant qu'il apprend à dessiner ». Il met donc en évidence la pratique des essais et des erreurs, et parle d'« obstacles qui feront barrage ».
En 1938, Gaston Bachelard avait d'ailleurs défini la notion d'obstacle épistémologique : « On connait contre une connaissance antérieure, en détruisant les connaissances mal faites, en surmontant ce qui, dans l'esprit même, fait obstacle à la spiritualisation ».
On a même parlé de l'erreur comme d'un passage obligé et bénéfique.

### Les origines de l'erreur
Il existe différents types d'erreurs que l'on peut classer par origine. Elles ont été posées par Jean-Pierre Astolfi, en 1997.
- Certaines sont liées à la limitation de l'apprenant.

Cette limitation peut être due au stade de développement du sujet : par exemple, selon l'âge, un enfant a une capacité plus ou moins élevée à se concentrer, à retenir et reproduire, à abstraire.
Elle peut aussi être liée à la représentation que le sujet a du concept donné : il faut alors l'aider à prendre conscience de l'insuffisance de ses conceptions pour les faire évoluer. Le progrès sera apporté soit par les autres (situations de conflit socio-cognitif, le groupe forme une norme), soit par le milieu lui-même (situations de conflit cognitif, l'apprenant constate par expérience que sa représentation est insuffisante).
La représentation que le sujet a de lui-même comme apprenant joue également un rôle.
La surcharge cognitive, la charge mentale de travail, peut devenir excessive du fait de la gestion simultanée de plusieurs activités, du manque de procédures automatisées ou du maintien du sujet dans des algorithmes coûteux. Cela met en évidence la nécessité de la gestion du temps (aménager des temps de pause, gérer la charge de travail).
- L'erreur peut aussi être causée par la conception que l'apprenant s'est construite du concept en jeu.

Elle peut être didactique (axe maître-savoir) ou épistémologique (pôle du savoir)
- Enfin l'erreur peut être liée aux règles du contrat didactique.

Depuis, cependant, de nouvelles pistes se sont dégagées.
Il y a tout d'abord la meilleure connaissance des troubles d'apprentissage, les "dys". Aujourd'hui un élève commettant de nombreuses "fautes" d'orthographe peut être considéré comme souffrant de dyslexie ou dysorthographie. Le regard porté sur lui est totalement différent, plus bienveillant, et de nouveaux dispositifs d'aide peuvent être mis en œuvre.
Il y a aussi la mise en évidence des biais cognitifs. Ils sont particulièrement nombreux, mais ils montrent que le cerveau humain tente de limiter son effort ou de se protéger lorsqu'il en a besoin. Les travaux d'Olivier Houdé notamment permettent d'avancer dans une meilleure connaissance au sein du monde enseignant.
Or certains élèves cumulent plusieurs de ces problèmes. Par exemple un léger trouble dys mobilise une partie de l'activité cérébrale et pousse à emprunter un biais (sans en avoir conscience), ce qui mène à l'erreur.
Il convient donc de bien prendre en compte la dimension particulièrement complexe, multiple, et encore pour une part inconnue, des erreurs des élèves.

## Traitement de l'erreur
La détection des erreurs est du domaine de la docimologie (science de l'évaluation).
Elle est au cœur de nombreux débats, notamment pour l'importance différenciée que l'enseignant accorde aux erreurs selon qu'il s'agisse de la copie d'un garçon ou de celle d'une fille.